# Hadzioidea
Hadzioidea (лат.) — надсемейство ракообразных из отряда бокоплавов.

## Описание
Отличается следующими признаками: антенна 1 длиннее антенны 2. Уропод 1 стеблевидный с базофациальной жёсткой сетой. Гнатопод 2 более длинный, чем гнатопод 1. Уросомит 2 с парой небольших дорсальных жёстких волосков.

## Классификация
Включает восемь семейств и около 150 родов.
- инфраотряд Hadziida S. Karaman, 1932
  - парвотряд Hadziidira S. Karaman, 1943
    - надсемейство Hadzioidea S. Karaman, 1943 (Bousfield, 1983)
      - семейство Crangoweckeliidae  Lowry & Myers, 2012[3] — 2 рода
      - семейство Eriopisidae  Lowry & Myers, 2013 — 24 рода
      - семейство Gammaroporeiidae  Bousfield, 1979 — 1 род
      - семейство Hadziidae  S. Karaman, 1943 — около 30 родов
      - семейство Maeridae  Krapp-Schickel, 2008 — более 50 родов
      - семейство Melitidae  Bousfield, 1973 — более 40 родов
      - семейство Metacrangonyctidae  Boutin & Missouli, 1988 — 2 рода
      - семейство Nuuanuidae  Lowry & Myers, 2013 — 4 рода